# Cantone di Saissac
Il Cantone di Saissac era una divisione amministrativa dell'arrondissement di Carcassonne.
A seguito della riforma approvata con decreto del 21 febbraio 2014, che ha avuto attuazione dopo le elezioni dipartimentali del 2015, è stato soppresso.

## Composizione
Comprendeva i comuni di:
- Lacombe
- Laprade
- Brousses-et-Villaret
- Cuxac-Cabardès
- Fontiers-Cabardès
- Fraisse-Cabardès
- Saissac
- Saint-Denis